# Niphargus gineti
Niphargus gineti is een vlokreeftensoort uit de familie van de Niphargidae. De wetenschappelijke naam van de soort is voor het eerst geldig gepubliceerd in 1965 door Bou.